# Clam-Gallasův palác (Vídeň)
Clam-Gallasovský palác ve Vídni je klasicistní stavba umístěná v anglickém parku mezi Währinger Straße a Liechtensteinstraße v IX. okrese. Byl postaven Heinrichem Kochem pro knížete Františka Josefa z Ditrichštejna jako letní sídlo, v letech 1850–1952 patřil rodu Clam-Gallasů a dnes je sídlem Francouzského lycea.

## Historie

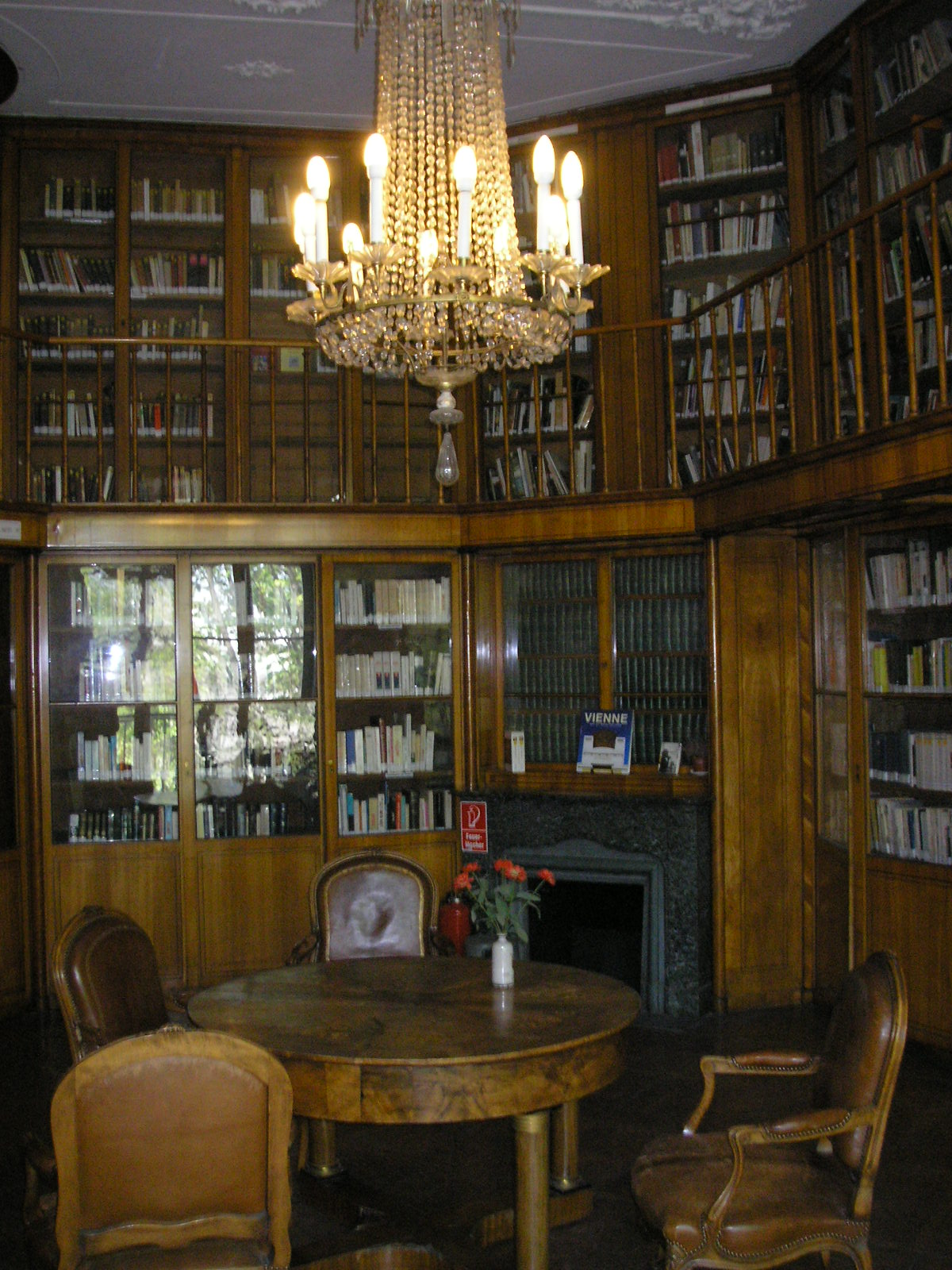
Knihovna paláce

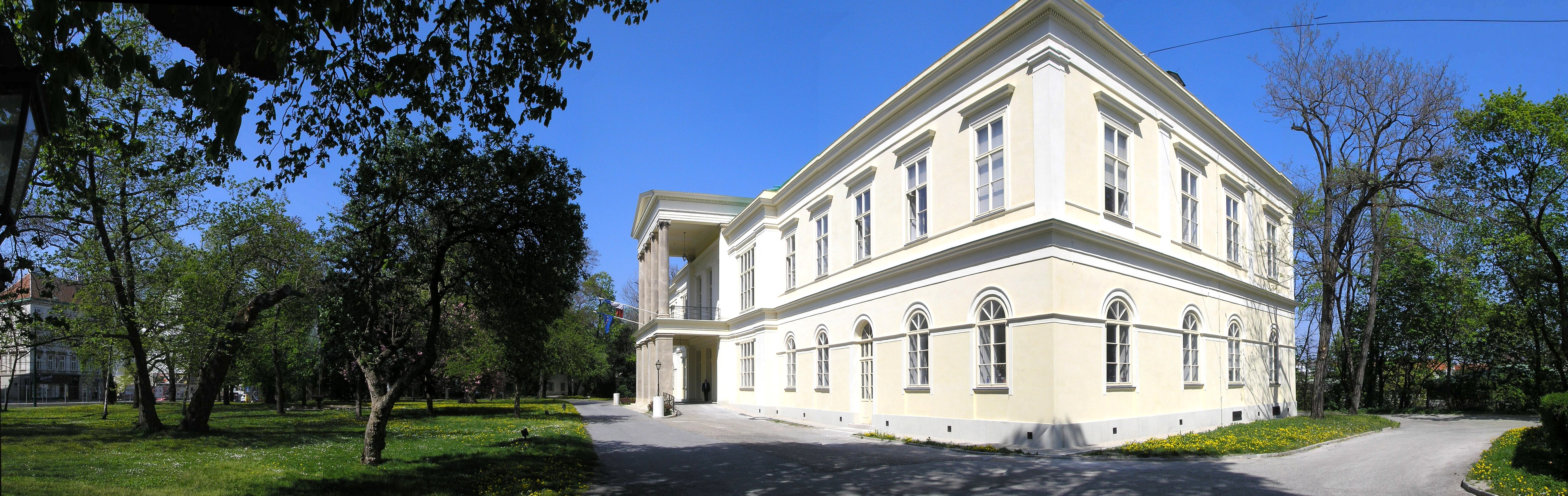
Panoramatická fotografie Clam-Gallasovského paláce

Uprostřed pozemku, který Ditrichštejnové získali již v 17. století, nechal kníže František Josef v letech 1834–1835 postavit na místě starší vily nový letní palác. Heinrich Koch vytvořil elegantní patrovou stavbu na obdélném půdoryse, z níž v ose vystupuje tympanon nesený čtyřmi jónskými sloupy. V interiérech se z části dochovalo původní vybavení z 19. století, kdy byl palác jedním z center společenského života města. Z původně rozsáhlého anglického parku zůstala zahrada o výměře cca 4,6 ha.
V roce 1862 při dělení ditrichštejnského majetku připadl palác vnučce stavitele Klotyldě Ditrichštejnové, provdané za generála Eduarda Clam-Gallase. Potomci Clam-Gallasů vlastnili budovu do roku 1952, kdy byla prodána francouzskému státu. Ten v ní zřídil Francouzský kulturní institut a  umístil do ní kulturní a vědecké oddělení svého vyslanectví. Ve spodní části parku bylo zřízeno Francouzské lyceum (Lycée Français de Vienne), dnes jedna z prestižních vídeňských škol.